# 張正鵠
張正鵠（1539年—？），字道中，號繹菴，浙江嘉興府秀水縣民籍，嘉興縣人，明朝政治人物。

## 生平
嘉靖四十年（1561年）辛酉科浙江鄉試第二十二名舉人，隆慶五年（1571年）中式辛未科會試第三百八十六名，三甲第二百四十三名進士。大理寺觀政，授太常寺博士，升南京兵部主事，萬曆三年（1575年）侍養，七年（1579年）起為刑部主事，十一年（1583年）升員外郎，十二年（1584年）升廣東司郎中，十五年（1587年）二月京察被黜職。

## 家族
曾祖張恩；祖父張淮，知縣；父張桐。母諸氏，貴州按察司副使諸偁女。慈侍下。